# In the Shadows (singel The Rasmus)
In the Shadows – pierwszy singel z piątego albumu fińskiego zespołu The Rasmus – Dead Letters. Jest to jeden z największych przebojów zespołu, który przyniósł im sławę na skalę światową.

## Lista utworów
Wersja oryginalna
1. „In the Shadows” – 4:06
2. „In the Shadows” (Revamped)
3. „First Day of My Life” (Acoustic)

UK edition
1. „Guilty” (U.S. Radio Edit)
2. „Play Dead” (Björk cover)
3. „Used to Feel Before”
4. „Guilty” (video)

UK edition
1. „Guilty” (Album Version)
2. „First Day of My Life” (Live Radio Session)
3. „In the Shadows (Live Radio Session)”
4. „Guilty” (video)

7" vinyl edition
1. „Guilty”
2. „First Day of My Life” (Live X-Fm Radio Session)

## Teledysk

### Wersja fińska (Bandit) – 2003
Teledysk wyreżyserował Finn Anderssin (Film Magica Oy). Nagrywany w Helsinkach.

### Wersja europejska (Crow) – 2003
Teledysk wyreżyserowali Niklas Fronda i Fredrik Löfberg (Baranga Film). Nagrywany w Sztokholmie.

### Wersja US/UK (Mirror) – 2004
Teledysk wyreżyserował Philipp Stöltzl. Nagrywany w Bukareszcie.

## Sprzedaż
| Państwo       | Certyfikat | Rok              | Sprzedaż singla |
| ------------- | ---------- | ---------------- | --------------- |
| Finlandia     | Złoto      | 2003             | 15,000          |
| Niemcy        | Złoto      | 2003             | 150,000         |
| Nowa Zelandia | Złoto      | 6 września, 2004 | 7,500           |
| Szwajcaria    | Złoto      | 2004             | 20,000          |

## Pozycje na listach
| Lista przebojów (2003-2004)      | Najwyższa pozycja |
| -------------------------------- | ----------------- |
| Australia ARIA Singles Chart     | 23                |
| Austria Singles Top 75           | 2                 |
| Belgium (Flanders) Singles Chart | 6                 |
| Belgium (Wallonia) Singles Chart | 4                 |
| Danish Singles Chart             | 6                 |
| Dutch Top 40                     | 5                 |
| Finnish Singles Top 20           | 1                 |
| French SNEP Singles Top 100      | 6                 |
| German Singles Top 100           | 1                 |
| Irish Singles Top 50             | 7                 |
| Israel Singles Top 40            | 1                 |
| Italian Singles Chart            | 2                 |
| New Zealand RIANZ Singles Chart  | 1                 |
| Swedish Singles Top 60           | 2                 |
| Swiss Singles Top 100            | 2                 |
| UK Singles Top 75                | 3                 |
| U.S. Pop Radio & Records         | 51                |

| Lista przebojów (koniec 2003)    | Pozycja |
| -------------------------------- | ------- |
| Austrian Singles Chart           | 9       |
| Belgian (Flanders) Singles Chart | 99      |
| Swiss Singles Chart              | 10      |
| Lista przebojów (koniec 2004)    | Pozycja |
| Belgian (Flanders) Singles Chart | 75      |
| Belgian (Wallonia) Singles Chart | 24      |
| French Singles Chart             | 28      |
| Swiss Singles Chart              | 71      |